# Hasborn (Eifel)
Pour les articles homonymes, voir Hasborn.
Hasborn est une municipalité allemande située dans le land de Rhénanie-Palatinat et l'arrondissement de Bernkastel-Wittlich.